# Jean Cau
Jean Cau, född 8 juli 1925 i Bram, död 18 juni 1993 i Paris, var en fransk författare och journalist. Han tillhörde under 1950-talet de franska vänsterintellektuella som samlades kring Jean-Paul Sartre och tidskriften Les Temps Modernes. I mitten av 1960-talet skedde en politisk omvändelse och Cau rörde sig högerut politiskt. Han tilldelades Goncourtpriset 1961 för romanen La Pitié de Dieu ("Guds nåd").

## Liv och gärning
Jean Cau växte upp i Bram i departementet Aude med katalanska föräldrar. Han gick i den prestigefyllda skolan Lycée Louis-le-Grand i Paris. År 1947 blev han sekreterare åt Jean-Paul Sartre, som hade stort inflytande på hans tänkande och skrivande under ett drygt decennium framöver. På 1950-talet tillhörde Cau kretsen kring Sartres tidskrift Les Temps Modernes. Han levde kaféliv med Paris' vänsterintellektuella och publicerades i Combat och andra tidskrifter inom samma miljö. Han blev journalist för bland annat France Observateur, L'Express, Le Figaro Litteraire och Paris-Match, och började publicera romaner och essäer. År 1961 fick han Goncourtpriset för sin roman La Pitié de Dieu ("Guds nåd"), en Sartre-inspirerad skildring av fyra mördare i en fängelsecell.
I mitten av 1960-talet bröt Cau med sina forna vänner och började attackera Paris marxistiska intellektuella. Han kallade Sartres beslut att avstå från Nobelpriset i litteratur för ett PR-trick. Han blev snabbt utfrusen ur Paris författargemenskap men fortsatte att ges ut av etablerade bokförlag. Han skrev högerpolitiska stridsskrifter i samma tradition som François Mauriac och Raymond Aron, sympatiserade med den högerextrema tankesmedjan GRECE och bidrog till dess tidskrift Éléments. I flera essäer attackerade han Charles de Gaulle från höger.
Cau beskrev sig själv som katalan och beundrade den spanska kulturen, särskilt tjurfäktning som han följde och skrev om flitigt. Hans texter om sporten finns samlade i boken Les Oreilles et la queue, utgiven 1990.

## Boklista
- Le Fort intérieur, Gallimard, 1948
- Maria-nègre, Gallimard, 1948 ISBN 978-2070212842
- Le Coup de barre, Gallimard, 1950 ISBN 9782070212859
- Le Tour d'un monde,Gallimard, 1952 ISBN 978-2070212866
- Les Paroissiens, Gallimard, 1958 ISBN 978-2070212873
- Mon village, Gallimard, 1958 ISBN 978-2070212880
- Vie et mort d'un toro brave, Gallimard, 1961
- La Pitié de Dieu, Gallimard, 1961 ISBN 978-2070212903
- Les Parachutistes - Le Maître du monde, Gallimard, 1963 ISBN 978-2070212910
- Le Meurtre d'un enfant, Gallimard, 1965 ISBN 978-2070212927
- Lettre ouverte aux têtes de chiens occidentaux, Albin Michel, 1967 ISBN 978-2226045768
- Un testament de Staline, Grasset, 1967 ISBN 978-0036186756
- Les Yeux crevés, Gallimard, 1968 (teaterpjäs)
- Le pape est mort, La Table Ronde, 1968 ISBN 978-2710322184
- Le Spectre de l'amour, Gallimard, 1968 ISBN 978-2070268856
- L'Agonie de la vieille, La Table Ronde, 1969 ISBN 978-2710322061
- Tropicanas, de la dictature et de la révolution sous les tropiques, Gallimard, 1970 ISBN 978-2070268870
- Les Entrailles du taureau, Gallimard, 1971 ISBN 978-2070279951
- Le Temps des esclaves, La Table Ronde, 1971 ISBN 978-2710316862
- Ma misogynie, Julliard, 1972
- Les écuries de l'Occident – Traité de morale, La Table Ronde, 1973 ISBN 978-2710312284
- La Grande Prostituée – Traité de morale II, La Table Ronde, 1974 ISBN 978-2710323150
- Les Enfants, Gallimard, 1975 ISBN 978-2070291663
- Pourquoi la France, La Table Ronde, 1975 ISBN 978-2710315858
- Derrière le rideau, med Joseph Breitbach och Paul Chambrillon, förord, Editions Emile-Paul, 1975
- Lettre ouverte à tout le monde, Albin Michel, 1976 ISBN 978-2226003744
- Otages, Gallimard, 1976 ISBN 978-2070294336
- Une nuit à Saint-Germain des Près, Julliard, 1977 ISBN 978-2260000709
- Discours de la décadence, Copernic, 1978 ISBN 978-2859840150
- Une passion pour Che Guevara, Julliard, 1979 ISBN 978-2260001393
- Nouvelles du paradis, Gallimard, 1980 ISBN 978-2070299942
- La Conquête de Zanzibar, Gallimard, 1980 ISBN 978-2070290376
- Le Grand Soleil, Julliard, 1981 ISBN 978-2260002536
- La Barbe et la Rose, La Table Ronde, 1982 ISBN 978-2710300915
- Une rose à la mer, La Table Ronde, 1983 ISBN 978-2710301318
- Proust, le chat et moi, La Table Ronde, 1984 ISBN 978-2710301905
- Croquis de mémoire, Julliard, 1985 ISBN 978-2260004028
- Mon lieutenant, Julliard, 1985 ISBN 978-2260004202
- Sévillanes, Julliard, 1987 ISBN 978-2260005087
- Les Culottes courtes, Le Pré-aux-Clercs, 1988 ISBN 978-2714421265
- La Grande Maison, Le Pré-aux-Clercs, 1988 ISBN 978-2714422927
- Le Choc de 1940, Fixot, 1990 ISBN 978-2876450929
- Les Oreilles et la Queue, Gallimard, 1990 ISBN 978-2070719860
- Le Roman de Carmen, Éditions de Fallois, 1990 ISBN 978-2877060875
- La Rumeur de Mazamet, Le Pré aux Clers, 1991 ISBN 978-2714426666
- L'Ivresse des intellectuels : Pastis, Whisky et Marxisme, Plon, 1992 ISBN 978-2259025171
- L'Innocent, Flammarion, 1982 ISBN 978-2080644565
- Nimeno II, torero de France, Marval, 1992 ISBN 978-2862341064
- La Folie corrida, Gallimard, 1992 ISBN 978-2070726660
- Au fil du lait, Educagri, 1993 ISBN 978-2866211769
- Composition française, Plon, 1993 ISBN 978-2-259-00087-1
- Contre-attaques : éloge incongrue du lourd, Labyrinthe, 1993 ISBN 978-2869800113
- L'Orgueil des mots, Filipacchi, 1995 ISBN 978-2850183744 (postum)
- Fernando Botero, la corrida, La Bibliothèque des Arts, 2001 ISBN 978-2850471599 (postum)
- Monsieur de Quichotte, Le Rocher, 2005 ISBN 978-2268051666 (postum)
- Le Candidat (förord av Alain Delon), Éditions Xenia, 2007 ISBN 978-2888920496 (postum)